# Masseret
Pour les articles homonymes, voir Masseret (homonymie).
Masseret est une commune française située dans le département de la Corrèze, en région Nouvelle-Aquitaine. Ses habitants, au nombre de 682 en 2016, sont appelés les Masserétois.

## Géographie

### Localisation
La commune est limitrophe du département de la Haute-Vienne.
Le bourg est situé sur une colline dominant le col permettant le passage entre le haut et le bas Limousin, le nord et le sud du plateau limousin, et qui sépare les monts de Fayat à l'ouest du massif du mont Gargan à l'est.

### Communes limitrophes
Les communes limitrophes sont Benayes, Lamongerie, Salon-la-Tour et La Porcherie.
|         | La Porcherie (Haute-Vienne) |            |
| Benayes | Masseret                    | Lamongerie |
|         | Salon-la-Tour               |            |

### Géologie et relief
Au centre de Masseret s'élève une tour au sommet de laquelle a été dressée une table d'orientation. De là se révèle un très beau panorama circulaire : on reconnaît au nord les monts d'Ambazac, à l'est le plateau de Millevaches, le massif des Monédières et, par temps clair, les monts d'Auvergne.

### Hydrographie
Commune arrosée par le ruisseau des Forges.
L'Auvézère prend sa source sur la commune.

### Climat
Pour des articles plus généraux, voir Climat de la Nouvelle-Aquitaine et Climat de la Corrèze.
Historiquement, la commune est exposée à un climat océanique limousin.  
En 2020, Météo-France publie une typologie des climats de la France métropolitaine dans laquelle la commune est dans une zone de transition entre le climat océanique altéré et le climat de montagne et est dans la région climatique  Ouest et nord-ouest du Massif Central, caractérisée par une pluviométrie annuelle de 900 à 1 500 mm, maximale en automne et en hiver.
Pour la période 1971-2000, la température annuelle moyenne est de 10,9 °C, avec  une amplitude thermique annuelle de 14,9 °C. Le cumul annuel moyen de précipitations est de 1 155 mm, avec 13,4 jours de précipitations en janvier et 8 jours en juillet. Pour la période 1991-2020, la température moyenne annuelle observée sur la station météorologique la plus proche, située sur la commune de Saint-Germain-les-Belles à 9,29 km à vol d'oiseau, est de 11,2 °C et le cumul annuel moyen de précipitations est de 1 129,2 mm,. Pour l'avenir, les paramètres climatiques de la commune estimés pour 2050 selon différents scénarios d’émission de gaz à effet de serre sont consultables sur un site dédié publié par Météo-France en novembre 2022.

## Urbanisme

### Typologie
Au 1er janvier 2024, Masseret est catégorisée commune rurale à habitat dispersé, selon la nouvelle grille communale de densité à 7 niveaux définie par l'Insee en 2022.
Elle est située hors unité urbaine et hors attraction des villes,.

### Occupation des sols
L'occupation des sols de la commune, telle qu'elle ressort de la base de données européenne d’occupation biophysique des sols Corine Land Cover (CLC), est marquée par l'importance des territoires agricoles (67,7 % en 2018), en augmentation par rapport à 1990 (65,4 %). La répartition détaillée en 2018 est la suivante : 
prairies (45,4 %), forêts (25,8 %), zones agricoles hétérogènes (22,3 %), zones urbanisées (6,5 %).
L'évolution de l’occupation des sols de la commune et de ses infrastructures peut être observée sur les différentes représentations cartographiques du territoire : la carte de Cassini (XVIIIe siècle), la carte d'état-major (1820-1866) et les cartes ou photos aériennes de l'IGN pour la période actuelle (1950 à aujourd'hui).

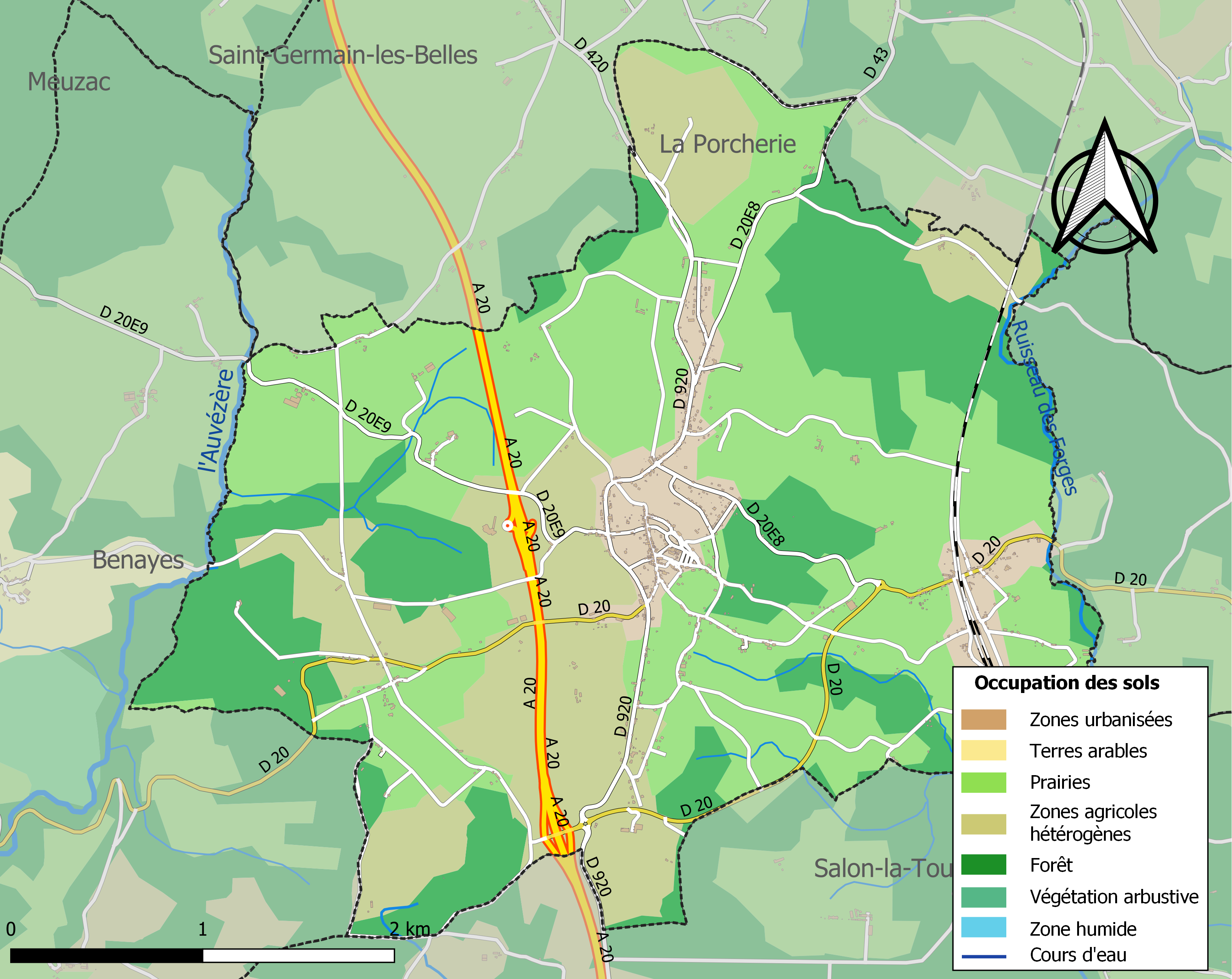
Carte des infrastructures et de l'occupation des sols de la commune en 2018 (CLC).

### Transport routier
- Réseau Réseau interurbain de la Corrèze

### Risques majeurs
Le territoire de la commune de Masseret est vulnérable à différents aléas naturels : météorologiques (tempête, orage, neige, grand froid, canicule ou sécheresse), feux de forêts et séisme (sismicité très faible). Il est également exposé à un risque technologique,  le transport de matières dangereuses, et à un risque particulier : le risque de radon. Un site publié par le BRGM permet d'évaluer simplement et rapidement les risques d'un bien localisé soit par son adresse soit par le numéro de sa parcelle.

#### Risques naturels

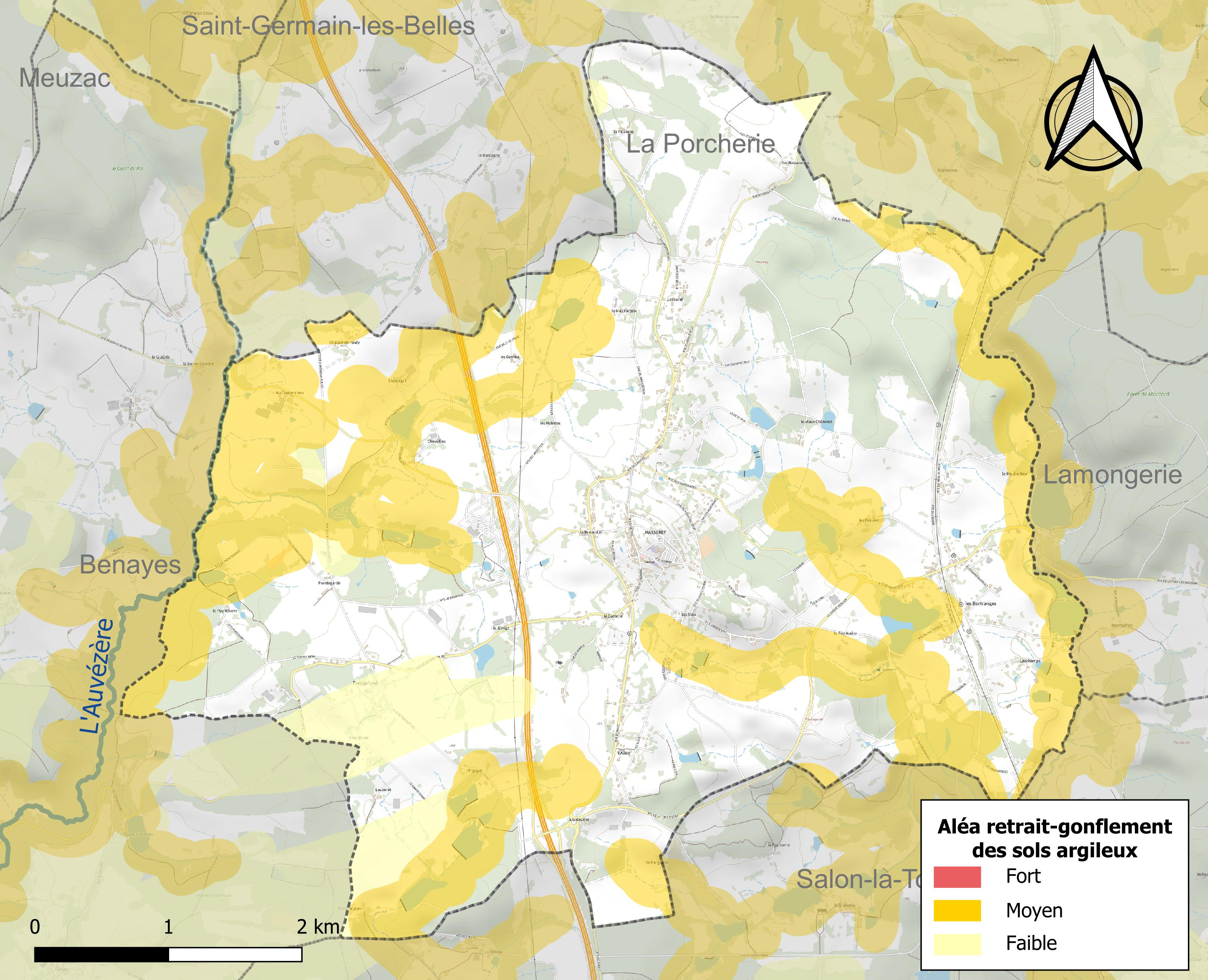
Carte des zones d'aléa retrait-gonflement des sols argileux de Masseret.

Le retrait-gonflement des sols argileux est susceptible d'engendrer des dommages importants aux bâtiments en cas d’alternance de périodes de sécheresse et de pluie. 31,1 % de la superficie communale est en aléa moyen ou fort (26,8 % au niveau départemental et 48,5 % au niveau national). Sur les 471 bâtiments dénombrés sur la commune en 2019,  66 sont en aléa moyen ou fort, soit 14 %, à comparer aux 36 % au niveau départemental et 54 % au niveau national. Une cartographie de l'exposition du territoire national au retrait gonflement des sols argileux est disponible sur le site du BRGM,.
Concernant les feux de forêt, aucun plan de prévention des risques incendie de forêt (PPRIF) n’a été établi en Corrèze, néanmoins le code de l’urbanisme impose la prise en compte des risques dans les documents d’urbanisme. Le périmètre des servitudes d'utilité publique et des zones d'obligation légale de débroussaillement pour les particuliers est quant à lui défini pour la commune dans une carte dédiée. 

#### Risques technologiques
Le risque de transport de matières dangereuses sur la commune est lié à sa traversée par une route à fort trafic et une ligne de chemin de fer. Un accident se produisant sur de telles infrastructures est susceptible d’avoir des effets graves sur les biens, les personnes ou l'environnement, selon la nature du matériau transporté. Des dispositions d’urbanisme peuvent être préconisées en conséquence. 

#### Risque particulier
Dans plusieurs parties du territoire national, le radon, accumulé dans certains logements ou autres locaux, peut constituer une source significative d’exposition de la population aux rayonnements ionisants. Certaines communes du département sont concernées par le risque radon à un niveau plus ou moins élevé. Selon la classification de 2018, la commune de Masseret est classée en zone 3, à savoir zone à potentiel radon significatif. 

## Toponymie
Son nom est Mas Seren en limousin.

## Histoire
Les Gaulois lémovices exploitèrent une mine d'or au nord du village actuel, mine qui se situait au sein du district minier de Saint-Yrieix-la-Perche. L’exploitation de ces mines a été arrêtée après la conquête romaine.
Comme les châtellenies de Chervix, la châtellenie de Masseret relevait de la vicomté de Limoges (voir histoire de la châtellenie de Château-Chervix) et son destin fut lié à la famille des vicomtes de Limoges et avec le mariage de Marie de Limoges dernière vicomtesse avec Arthur II de Bretagne passa dans la maison de Bretagne, puis de Penthièvre, d'Albret et de Bourbon.
Alain d'Albret (1440-1522) épousa en 1470 Françoise de Bretagne de la Maison de Blois. Un procès l'opposa à sa belle-sœur, Mademoiselle de Montrésor. Alain d'Albret fit un recensement complet de ses possessions de la vicomté de Limoges. Dans la réponse que lui font les officiers de la châtellenie de Masseret, on peut lire :
« Quant aux bâtiments de la place, est vray, que au temps du deces de feu Guillaume de Bretagne ( sans doute Guillaume de Chatillon Blois père de Françoise de Blois-Bretagne -(1345-1404) avait en ladite place une tour carrée, de pierre neuve, de pauvre eddifice, vieille et ancienne etc. Au pied de la tour, y avait une salle avecque deux petites chambres etc. »
« les manants et les habitants de ladite chatellenie  ne sont tenus de eddifier ladite place, ne la tenir au point aucunement ».
La Tour était donc en partie ruinée dès le XVe siècle. Alain d'Albret ne la reconstruisit pas.
Le 11 novembre 1942 les troupes allemandes franchissent la ligne de démarcation et traversent Uzerche et Masseret.
Le 24 mars 1944, afin de se procurer des armes, la gendarmerie de Masseret est attaquée par les maquisards.

### Paroisses
Plusieurs paroisses dépendaient de la châtellenie de Masseret au temps d'Alain d'Albret (XVe-début XVIe siècle). Selon Gustave Clément-Simon, auteur de "La Vicomté de Limoges" XIXe siècle :

#### La paroisse de Masseret-Salon
"D'après les mémoires que nous analysons, Masseré et Salon ne formaient qu'une seule paroisse (au moins au XVe siècle). Le bourg de Masseret ne comptait que 47 habitants, tous exempts de guet. Les tenanciers de la paroisse avaient  un droit d'usage pour leur chauffage dans la forêt de Montars. "
Au temps d'Alain d'Albret, Salon la Tour, paroisse sur laquelle s'élevait une tour vicomtale, n'était donc pas ou plus une châtellenie comme Masseret et Chervix.
Autres paroisses Benayes, La Porcherie, Condat et autres avec divers droits seigneuriaux et domaines fonciers .

### La légende
Au XXe siècle, un chêne s'élevait à l'emplacement de l'ancienne tour vicomtale. Le château d'eau le remplaça. Dans les familles de paysans des communes environnantes circulait une légende: Une rivalité existait entre les forteresses de Salon la Tour et de Masseret. Une nuit une servante monta tout en haut de Tour de Salon une lanterne à bougie à la main. Les artificiers de la Tour de Masseret ajustèrent  le tir de leur canon pour démolir  la tour de Salon. Légende inspirée de faits réels? Peu plausible étant donné que les deux  tours dépendaient du Vicomte.  Du haut de la Tour de Salon, on ne voit pas l'ancienne motte vicomtale de Masseret. Quant à la portée des canons de l'époque !

## Politique et administration

### Liste des maires
| Période | Période  | Identité                                    | Étiquette | Qualité                                                               |
| ------- | -------- | ------------------------------------------- | --------- | --------------------------------------------------------------------- |
| 1944    | 1945     | Jean Lajeunesse                             |           |                                                                       |
| 1945    | 1983     | Marcel Champeix                             | SFIO-PS   | Député (1945-1946) Sénateur (1946-1980) Secrétaire d'État (1956-1957) |
| 1983    | 1990     | Gilles Gorse                                |           |                                                                       |
| 1990    | 1994     | Jean-Marie Saute                            |           |                                                                       |
| 1994    | 1995     | André Gavinet                               |           |                                                                       |
| 1995    | 2008     | Jean Chatenet                               | MRC       |                                                                       |
| 2008    | En cours | Bernard Roux Réélu pour le mandat 2020-2026 | PS        | Agriculteur                                                           |

### Intercommunalité
Masseret fait partie de la communauté de communes du Pays d'Uzerche, qui est constituée de neuf communes.

## Démographie
| 1793 | 1800 | 1806 | 1821 | 1831 | 1836 | 1841 | 1846 | 1851 |
| ---- | ---- | ---- | ---- | ---- | ---- | ---- | ---- | ---- |
| 400  | 377  | 508  | 675  | 848  | 873  | 904  | 924  | 940  |

| 1856 | 1861 | 1866 | 1872 | 1876 | 1881 | 1886 | 1891  | 1896  |
| ---- | ---- | ---- | ---- | ---- | ---- | ---- | ----- | ----- |
| 901  | 849  | 876  | 840  | 862  | 925  | 972  | 1 240 | 1 185 |

| 1901  | 1906  | 1911  | 1921  | 1926 | 1931 | 1936 | 1946 | 1954 |
| ----- | ----- | ----- | ----- | ---- | ---- | ---- | ---- | ---- |
| 1 274 | 1 271 | 1 277 | 1 032 | 963  | 909  | 959  | 901  | 914  |

| 1962 | 1968 | 1975 | 1982 | 1990 | 1999 | 2006 | 2008 | 2013 |
| ---- | ---- | ---- | ---- | ---- | ---- | ---- | ---- | ---- |
| 874  | 813  | 742  | 731  | 669  | 608  | 659  | 673  | 678  |

| 2018 | 2022 | - | - | - | - | - | - | - |
| ---- | ---- | - | - | - | - | - | - | - |
| 671  | 670  | - | - | - | - | - | - | - |

## Économie

### Revenus de la population et fiscalité
En 2008, le revenu fiscal médian par ménage était de 16 283 €, ce qui plaçait Masseret au 20 785e rang  parmi les 31 604 communes de plus de 50 ménages en métropole.

## Culture locale et patrimoine

### Monuments historiques et autres sites

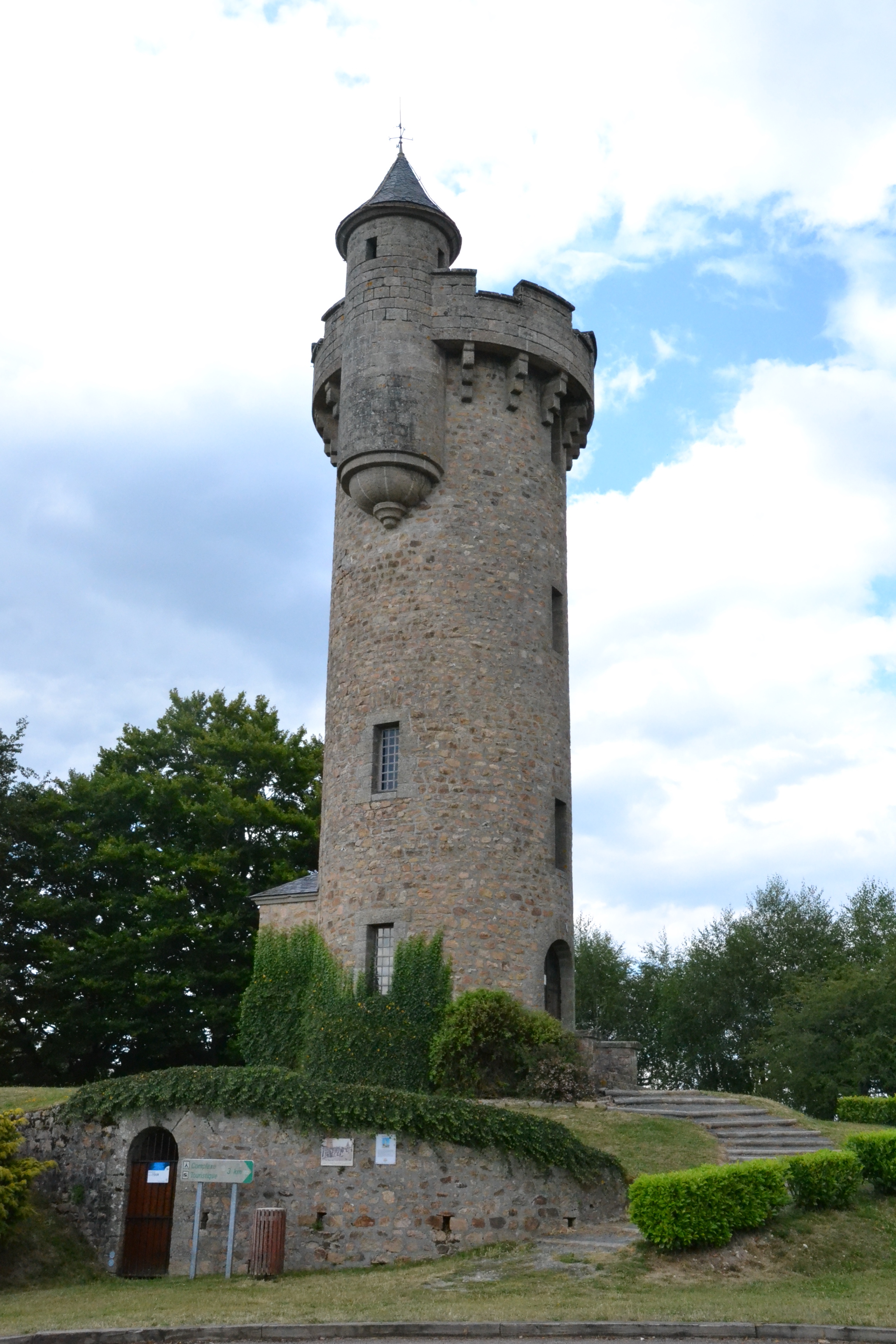
La tour de Masseret.

- L'église Sainte-Catherine d'Alexandrie de Masseret

Bâtie au XIIe siècle, elle a été remaniée pour la dernière fois en 1969 avec le remplacement du clocher en bois par un clocher-mur.
L'édifice a été inscrit au titre des monuments historique en 1986.
- La tour d'orientation

Bien que d'aspect médiéval, la tour de Masseret a été bâtie en 1954 et sert de château d'eau. Elle se trouve à l'emplacement de l'ancien château féodal qui, au sommet de la colline permettait de surveiller les passages entre Limoges et Brive. Avant la construction de la tour, un majestueux hêtre, planté aux alentours de 1792 rappelait symboliquement l'ancien château. Il fut foudroyé le 4 février 1946.
- Le foirail

Le champ de foire, d'une surface de 3 ha, a accueilli dès 1292 des foires, réputées comme étant les plus importantes de la région. Depuis 1942, le foirail est inscrit comme site naturel. Les foires de Masseret existaient déjà au XVIIIe siècle.
- Le château de Rabaud (privé)

Construit au début du XVIe siècle, ce château possède une tour centrée sur sa façade.
- La motte féodale de la Renaudie

Au Moyen Âge, cette motte castrale servait à surveiller les passages entre le haut et le bas Limousin. Elle est aujourd'hui intégrée et mise en valeur au sein de l'aire de repos Porte de Corrèze sur l'autoroute A 20.

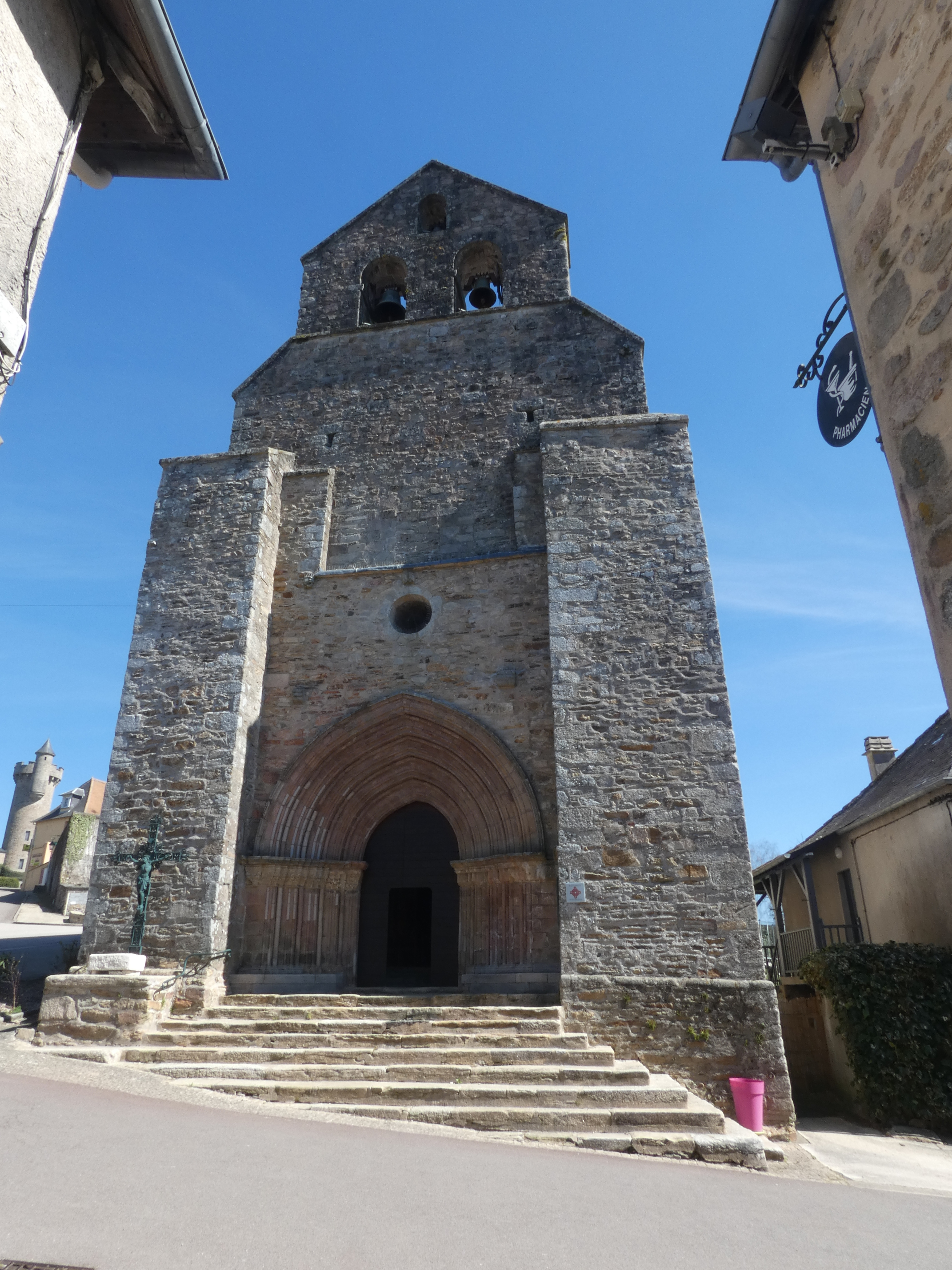
L'église et la tour.
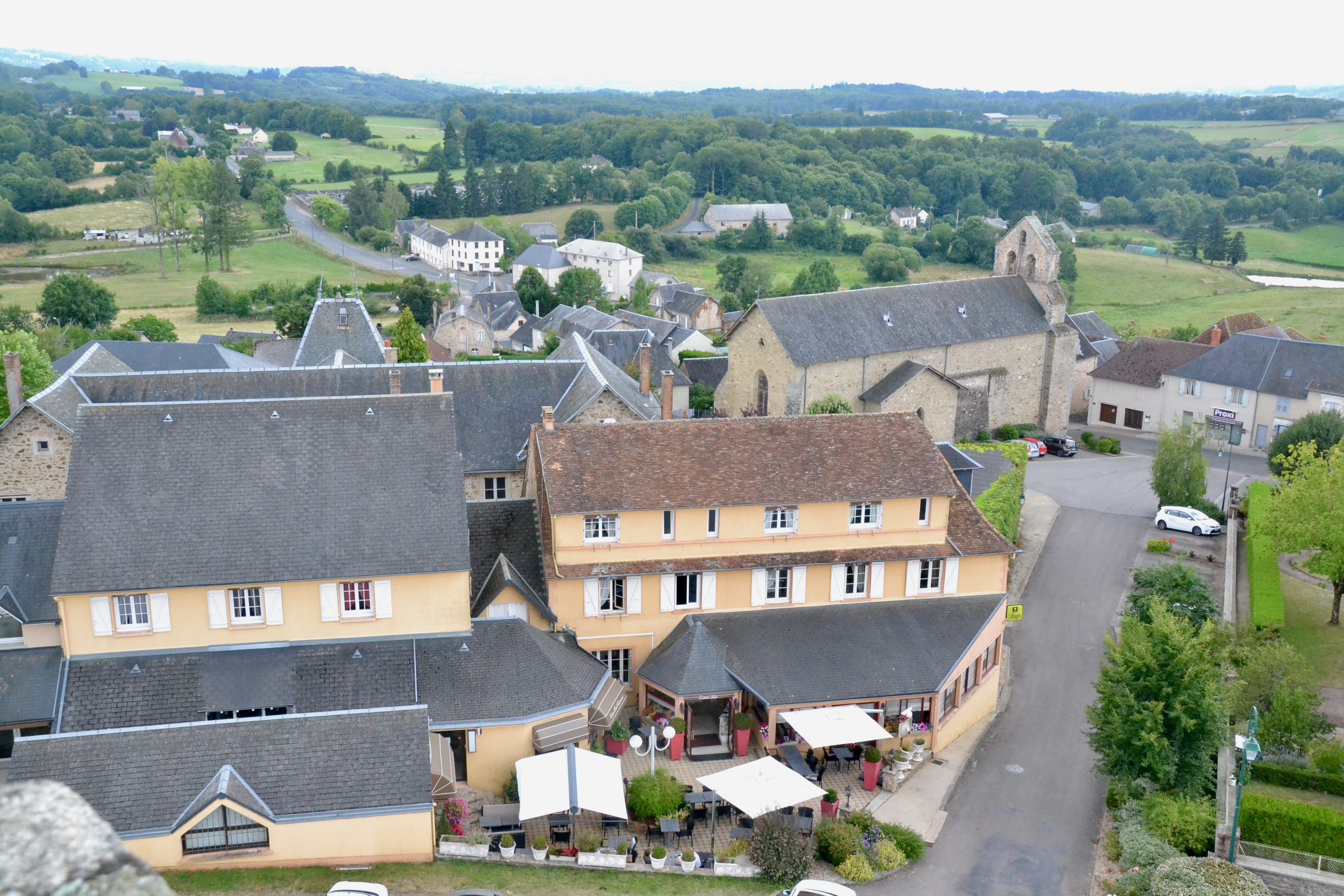
Le bourg de Masseret vu depuis la tour.
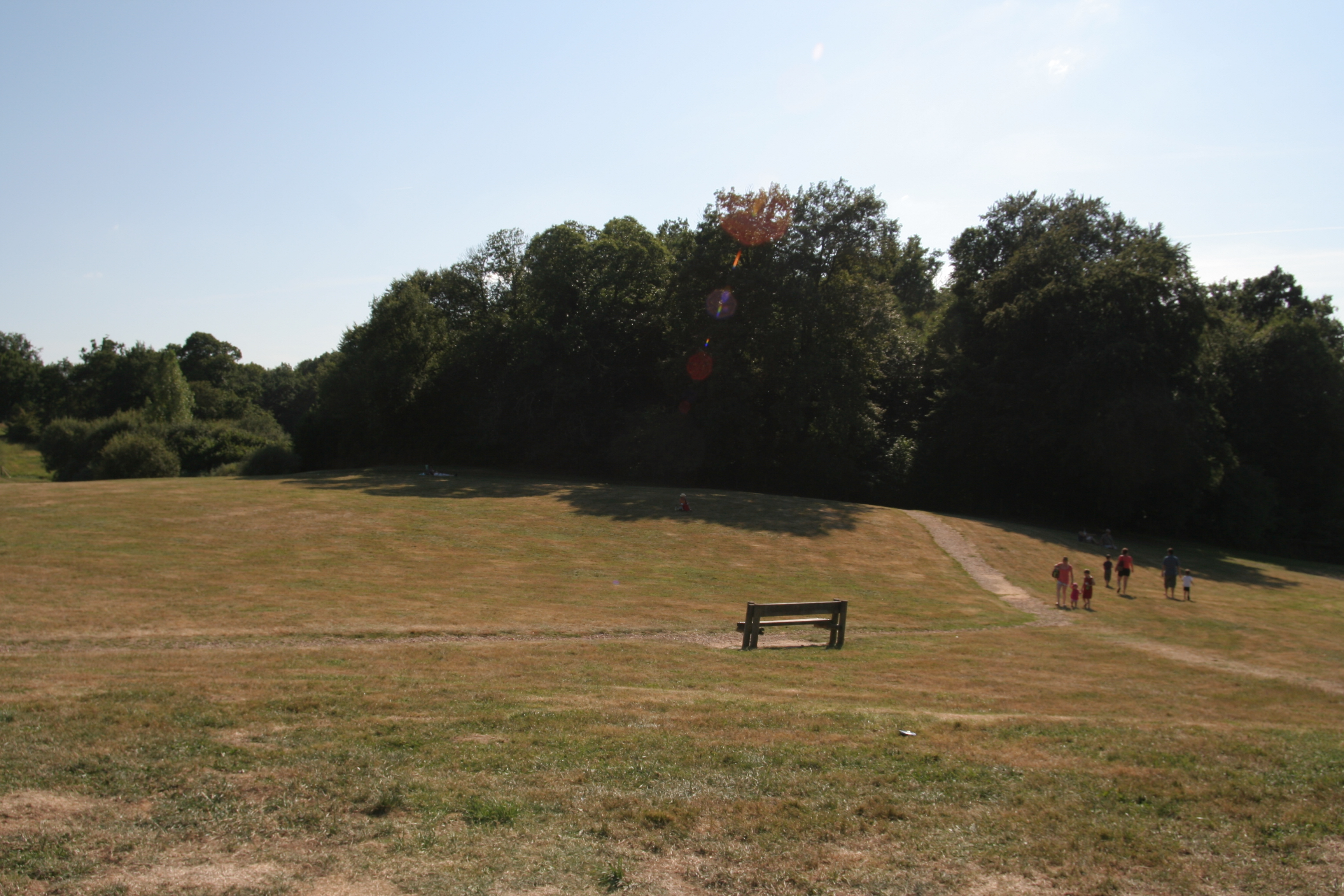
La motte féodale.

### Personnalités liées à la commune
- Marcel Champeix ancien sénateur et ministre.

### Héraldique
|  | De gueules, au franc-quartier d'or à trois lionceaux d'azur armés et lampassés de gueules. |

## Transports

### Transports en commun
Le bourg de Masseret est desservi par la ligne 7 du réseau TER Nouvelle-Aquitaine, permettant de relier quotidiennement Limoges.

### Voies ferroviaires
Masseret est desservie par une gare SNCF, placée sur l'axe Paris-Toulouse. Elle est desservie quotidiennement par des trains TER permettant de relier Limoges, Guéret, Brive-la-Gaillarde et plus occasionnellement Toulouse.

### Voies routières et autoroutières
Masseret est traversée par l'autoroute A 20 qui relie Vierzon à Montauban. Elle est desservie par la sortie 43.

## Sources

### Cartes
1. ↑  IGN, « Évolution comparée de l'occupation des sols de la commune sur cartes anciennes », sur remonterletemps.ign.fr (consulté le 2 juillet 2022).
2. ↑  « Cartographie interactive de l'exposition des sols au retrait-gonflement des argiles », sur infoterre.brgm.fr (consulté le 29 septembre 2024)